# Nithsdale Wanderers FC
Nithsdale Wanderers Football Club was een Schotse voetbalclub uit Sanquhar in Dumfries and Galloway. De club werd opgericht in 1897 en opgeheven in 1964. De thuiswedstrijden werden gespeeld in Crawick Holm. De clubkleuren waren blauw-wit.

## Prijzenlijst
Nationaal
- Third Division
  - Winnaar (1): 1925